# علی الغفیری
علی الغفیری (انگلیسی: Ali Al-Ghafiri؛ زادهٔ ۱۹۵۶) تیرانداز اهل عمان است. وی در بازی‌های المپیک تابستانی ۱۹۸۴ شرکت کرده‌است.